# Alphonse Hirsch

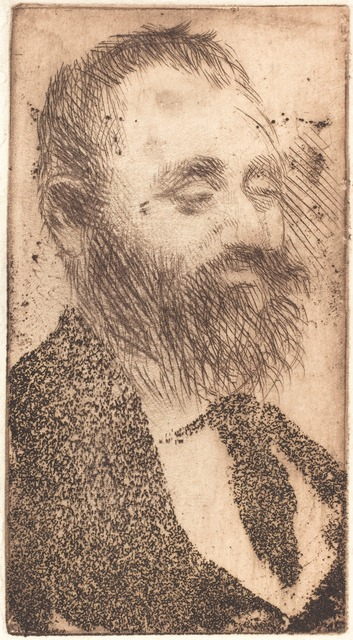
Alphonse Hirsch, 1875 (Edgar Degas)

Alphonse Hirsch (* 2. Mai 1843 in Paris; † 15. Juli 1884 in Vanves bei Paris) war ein französischer Maler und Radierer.

## Leben
Hirsch war ein Kind des Salomon Hirsch († 1853) und dessen Frau Élisabeth Bella (geborene Guelché Philippe, 1803–1882). Er hatte drei ältere Geschwister, den Schriftsteller Gaston Hirsch (1830–1918), den Glasmaler Émile Hirsch (1832–1904) und eine Schwester Jenny Hirsch (23. Juni 1835 – 1914), die am 3. Juni 1858 den Dichter Eugène Manuel heiratete. Er arbeitete zunächst für einen Börsenmakler. Im Alter von 24 Jahren widmete er sich der Malerei und besuchte regelmäßig den Louvre, um sich im Kopieren zu üben. Er trat in die École nationale supérieure des beaux-arts de Paris ein und wurde ein Schüler der Maler Jean Louis Ernest Meissonnier (1815–1891) und Léon Bonnat. Das Gravieren erlernte er bei Léopold Flameng (1831–1911) und Malerei bei Léon Bonnat (1883–1922) und Ernest Meissonier (1815–1891). Hirsch verließ Paris, um sich in Poissy niederzulassen, wo Meissonier sein Atelier hatte.
Im Pariser Salon war er in den Jahren 1869 bis 1885 zunächst mit einigen Radierungen nach älteren und jüngeren Meistern, später auch mit Gemälden, Porträts und Genrebildern vertreten. Bekannt wurde er insbesondere als Porträtmaler.
Mit dem Ausbruch des Kriegs 1870 kehrte er nach Paris zurück, um sich beim Militär einzuschreiben. In dieser Zeit freundete Hirsch sich mit mehreren Malern, wie Edgar Degas, Marcellin Desboutin, Édouard Manet oder Giuseppe De Nittis an. Zu seinem Freundeskreis zählten zudem die Schriftsteller Alphonse Daudet und Edmond de Goncourt sowie die Komponisten Charles Gounod und Jules Massenet. Seither widmete er sich der Malerei zunächst dem Gerne und anschließend der Porträtmalerei. Zu seinen ersten Porträts zählten Personen aus dem persönlichen Umfeld, wie seine Mutter oder sein Schwager Eugène Manuel.

## Familie
Durch Hirschs am 23. April 1879 geschlossene Ehe mit der aus Triest stammenden Henriette Perugia (1855–1923) war er der Schwager Leopold de Rothschilds aus London. Das Paar hatte zwei Töchter.
- Nina Bella Pauline Louise Hirsch (1880–1946)
- Marie Jeanne Hirsch (1883–1963)

## Werke (Auswahl)
- La Jeune femme soulevant un rideau, La corde au cou und Un dernier Consider 1873
- Le Premier-né 1874
- Les Femmes à la vasque, Le Modèle 1875
- Le Premier Trouble 1876*
- Portrait d’Isidor, le grand Rabbin de France, Oberrabbiner von Frankreich 1877
- Portrait d’Octave Feuillet 1878
- Portrait de M. Alfred Naquet, député de Vaucluse 1880
- Le Salon de gravure 1866
- La Gravure 1870
- Tête d’étude. 1907 (Studienkopf, angefertigt für seinen Freund Albert Mérat)
- Portrait de M. Eugène Manuel

Radierungen
- La Religieuse nach François Bonvin
- Jeune fille nach Augustin Théodule Ribot
- L’Amour et la Mort nach Francisco de Goya[4]